# La gran familia española
La gran familia española es una película cómica española dirigida por Daniel Sánchez Arévalo. Comenzó a rodarse a finales de agosto de 2012 y finalizó a mediados de octubre de 2012. En el primer fin de semana recaudaron 732.000 euros de taquilla.

## Sinopsis
La gran familia española es una comedia acerca de una boda que transcurre durante la final del Mundial de fútbol de Sudáfrica. Ese día de catarsis colectiva, mientras el país se paralizaba, una familia compuesta por cinco hermanos: Adán (Antonio de la Torre), Benjamín (Roberto Álamo), Caleb (Quim Gutiérrez), Daniel (Miquel Fernández) y Efraín (Patrick Criado), también se va a enfrentar al partido más importante de su vida. ¿Serán capaces de ganar? ¿Vale ganar de cualquier manera? ¿Se puede perder con dignidad? ¿Hay que jugar al ataque o es mejor defenderse y jugar al contragolpe?

## Reparto
- Héctor Colomé es el padre.
- Antonio de la Torre es Adán Montero Sanz.
- Roberto Álamo es Benjamín "Ben" Montero Sanz.
- Quim Gutiérrez es Caleb Montero Sanz.
- Miquel Fernández es Daniel "Dani" Montero Sanz.
- Patrick Criado es Efraín "Efra" Montero Sanz.
- Teo Planell es Efraín de pequeño.
- Sandy Gilberte es Fran.
- Arancha Martí es Carla Diego López.
- Verónica Echegui es Cris.
- Alicia Rubio es Marisa.
- Sandra Martín es Mónica Diego López.
- Pilar Castro es la madre de la novia.

## Palmarés cinematográfico
XXVIII edición de los Premios Goya
| Categoría                     | Persona                                      | Resultado |
| ----------------------------- | -------------------------------------------- | --------- |
| Mejor película                | Mejor película                               | Nominada  |
| Mejor director                | Daniel Sánchez Arévalo                       | Nominado  |
| Mejor actor de reparto        | Roberto Álamo                                | Ganador   |
| Mejor actor de reparto        | Antonio de la Torre                          | Nominado  |
| Mejor actor revelación        | Patrick Criado                               | Nominado  |
| Mejor guion original          | Daniel Sánchez Arévalo                       | Nominado  |
| Mejor canción original        | Do you really want to be in love? Josh Rouse | Ganador   |
| Mejor montaje                 | Nacho Ruiz Capillas                          | Nominado  |
| Mejor maquillaje y peluquería | Lola López Itziar Arrieta                    | Nominadas |
| Mejor sonido                  | Carlos Faruolo Jaime Fernández               | Nominados |
| Mejores efectos especiales    | Juan Ramón Molina Juan Ventura Pecellín      | Nominados |

I edición de los Premios Feroz
| Categoría               | Persona                | Resultado |
| ----------------------- | ---------------------- | --------- |
| Mejor comedia           | Mejor comedia          | Nominada  |
| Mejor director          | Daniel Sánchez Arévalo | Nominado  |
| Mejor actor de reparto  | Roberto Álamo          | Nominado  |
| Mejor actriz de reparto | Verónica Echegui       | Nominada  |
| Mejor música original   | Josh Rouse             | Nominado  |
| Mejor guion             | Daniel Sánchez Arévalo | Nominado  |

### Premios Platino[3]
| Año  | Categoría   | Candidato              | Resultado |
| ---- | ----------- | ---------------------- | --------- |
| 2014 | Mejor Guion | Daniel Sánchez Arévalo | Nominado  |